# Dogmatismo
Il dogmatismo è quella corrente filosofica contrapposta al criticismo e all'idealismo, che facendo derivare il pensiero dall'Essere presuppone la supremazia dell'oggetto rispetto al soggetto, della realtà sull'idea, e a volte persino della natura sullo spirito. Dio stesso è concepito immanente alla Natura, e anzi identificato in toto con quest'ultima (panteismo).
Non si tratta però di semplice materialismo, poiché Dio e natura, sebbene uniti e indissolubili, sono visti in un'unità complementare: la natura è soltanto la manifestazione concreta e tangibile di Dio, che tuttavia vive esclusivamente in essa, essendo essenziale al Soggetto divenire oggetto di se stesso, cioè oggettivarsi. Il soggetto infatti si configura come tale solo in rapporto a un oggetto. E l'oggetto a sua volta è sempre solo oggetto rispetto a un soggetto. Ne consegue la corrispondenza tra le strutture intime della realtà, e quelle dell'intelletto.
Il maggiore esponente del dogmatismo è considerato Spinoza (1632-1677). Lo si ritrova anche nello stoicismo. Nel Novecento vi aderì Einstein.

## Origini ed evoluzione del termine
Al termine "dogmatismo" si attribuivano in origine (e si attribuiscono ancora oggi) significati con sfumature diverse; oltre che Spinoza, ad esso venivano ricondotte quella teologie e filosofie che pongono l'Essere al di sopra del Pensiero, come ad esempio il tomismo aristotelico, antitetiche in questo all'idealismo neoplatonico. Durante l'Illuminismo esso passò a indicare spregiativamente un atteggiamento mentale che dà per scontata l'esistenza di una realtà metafisica indipendentemente dalla sperimentazione empirica, o, per altri aspetti, da un'analisi razionale.

### Kant
Ad un peggioramento della sua accezione contribuì in particolare il filosofo tedesco Immanuel Kant (1724-1804) con la sua opera Critica della ragion pura, in seguito alla quale egli si riconobbe debitore allo scettico empirista David Hume di averlo fatto uscire «dal sonno dogmatico». Per dogmatismo Kant intende una fiducia cieca nella capacità della ragione di produrre da sola un sapere valido a priori in virtù della corrispondenza tra forme dell'essere e forme del pensiero. Secondo Kant questa corrispondenza non sussiste, perché il noumeno (l'essere in sé), che era l'oggetto della metafisica tradizionale, è inconoscibile, essendo del tutto estraneo al soggetto conoscente.

### Fichte
Il filosofo idealista Johann Gottlieb Fichte (1762–1814) obiettò tuttavia che la posizione kantiana era ancora dogmatica, perché se il noumeno fosse inconoscibile, allora non si potrebbe neppure postularne l'esistenza. Egli identificò pertanto il dogmatismo col realismo, quale sistema filosofico che abbia al centro la cosa in sé (il noumeno di Kant), e dove il soggetto risulti in secondo piano nella conoscenza.
Postulare l'esistenza di una cosa in sé indipendentemente dal soggetto è per Fichte una posizione a-critica e irrazionale, perché ogni fatto, ogni realtà va compresa alla luce delle ragioni del suo costituirsi: ogni fatto cioè rimanda all'atto che lo pone. Il dogmatismo invece crede in modo conformista e non ragionato che la realtà sussista autonomamente dall'Io. Secondo Fichte, all'inizio non c'è un criterio razionale per preferire il dogmatismo all'idealismo, ma quest'ultimo rivela la sua superiorità logica ed etica solo una volta abbracciato. Ed è solo abbracciando l'idealismo che si può salvare l'essenza del criticismo kantiano.

### Schelling
In seguito il filosofo idealista Friedrich Schelling (1775-1854), succeduto a Fichte, vedrà tuttavia il criticismo e il dogmatismo non più contrapposti, ma complementari. Se è vero, infatti, che non esiste soggetto senza oggetto (dogmatismo), è ugualmente vero che non c'è oggetto senza soggetto (idealismo): entrambi i punti di vista colgono un aspetto della medesima realtà.
La differenza è che, mentre l'idealismo è una filosofia dell'infinito, la quale dal soggetto muove verso l'oggetto, il dogmatismo è una filosofia del finito, che dall'oggetto muove verso il soggetto. Il primo assume l'autocoscienza come principio originario, il secondo invece, per giustificare il dato dell'essere, è costretto a un regresso all'infinito a meno di non approdare anch'esso, alla fine, all'autocoscienza stessa. Quest'ultima dunque rappresenta il loro punto d'incontro, l'Assoluto che unisce realismo e criticismo; ed è un'unione immediata, perché nessuno dei due poli, né il soggettivo né l'oggettivo, ha la preminenza sull'altro: pensante e pensato sono nell'autocoscienza una cosa sola.

### Al giorno d'oggi
Al giorno d'oggi il termine "dogmatismo" si è evoluto in senso fortemente negativo, e indica per lo più un atteggiamento acritico di pregiudizio, di cieca adesione a dogmi politici, ideologici, o religiosi; ma non mancano i casi in cui al dogmatismo viene associato un significato positivo, in particolare quando lo si vuole contrapporre alla corrente opposta dello scetticismo. Secondo la definizione di Pierre Hadot (presente nell'opera La cittadella interiore) il dogma è «un principio universale che fonda e giustifica una certa condotta pratica e che si può formulare in una o più proposizioni»: con questa espressione egli vuole dire che alcuni sistemi filosofici come le dottrine stoiche poggiano su dogmi logicamente sensati riguardanti la natura ultima della realtà.